# نثر

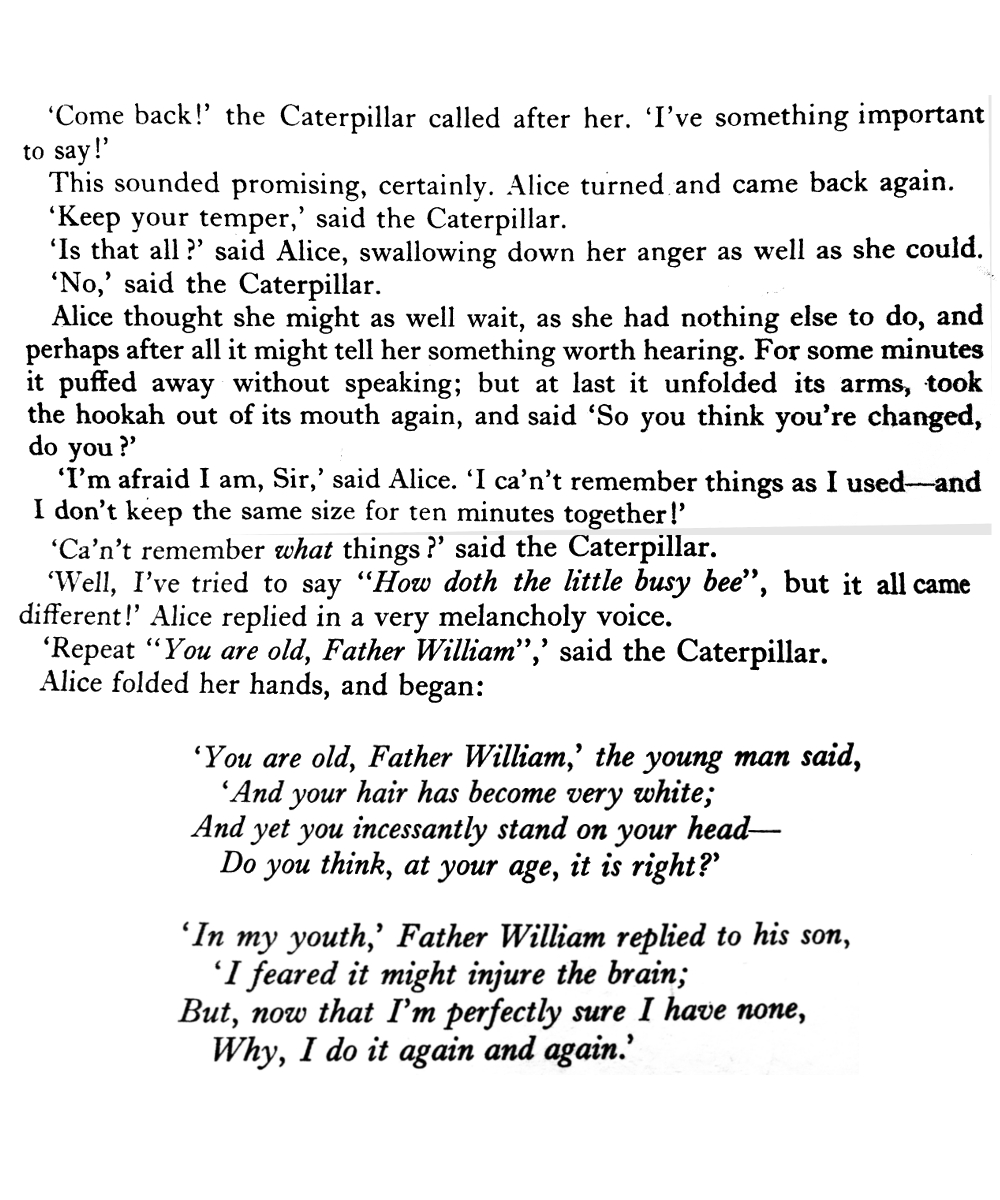
نمونه ای از متن برای نشان دادن تفاوت بین نثر و نظم.

نَثر یا چانه در ادبیات به سخنی می‌گویند که به رعایت وزن و قافیه پای‌بند نیست، و برخلاف نظم به سبک گفتاری روزمرّه نزدیکتر است. کاربرد نثر بیشتر در توضیح واقعیات و بحث در مورد اندیشه‌ها و نظرات است. در رسانه‌ها، فیلم‌ها، فلسفه، نمایشنامه، تاریخ، زندگینامه، نامه‌نگاری، مقاله‌نویسی نشریات و دانشنامه‌ها بیشتر از نثر بهره می‌گیرند. در یکی از رایج‌ترین طبقه‌بندی متن‌های ادبی، متن‌ها را به دو گونهٔ اصلی «شعر» و «نثر» تقسیم می‌کنند.

## ریشه‌شناسی
لغت «نثر» در فارسی به‌معنای «پراکنده» است.

## گونه‌ها
نثر را بر پایه کاربرد به گونه‌های زیر تقسیم می‌کنند:
- روایی

این نثر، داستانی حقیقی یا اختراعی را به طریقی بیان می‌دارد که جذاب باشد. نمونه‌های آن رمان‌های بوف کور و کلیدر هستند.
- استدلالی

این نثر، بخردانه و ذهنی است و کاربرد آن ترغیب خواننده به باورداشت چیزی است مانند سیر حکمت در اروپا اثر محمدعلی فروغی یا اسلام‌شناسی اثر علی شریعتی.
- نمایشی

اینگونه نثر بیشتر به صورت نمایشنامه نوشته می‌شود مانند مرگ یزدگرد اثر بهرام بیضایی و مرگ در پاییز نوشته اکبر رادی.
- آموزشی

کاربرد این‌گونه نثر انتقال اطلاعات است، برای نمونه کتاب‌های درسی، دانشنامه‌ها و کتاب‌هایی همچون تاریخ بیهقی.
- کندوکاوی

کتاب‌های تخیلی فکری یا در موضوعات تفریحی، مقاله‌های جُنگ‌های ادبی و کتاب‌های دربارهٔ تفکر مذهبی در این گونه قرار می‌گیرند مانند فیه مافیه اثر مولانا.
- فرامتن

گونه‌هایی از نثر که بدون اینکه بخواهند وارد حیطه شعر منثور بخواهند از ساحات و پتانسیل‌های هنری کلمه استفاده کنند
مانند کویر از علی شریعتی و شطح صوفیه و متونی همانند نهج البلاغه و پیامبر جبران خلیل جبران

روی هم رفته سبک نوشتاری نثر تا اندازه‌ای مهم است ولی در بیشتر نوشته‌ها مفاد مهم‌تر از سبک است.

## انواع
نثر را بر پایه شکل نوشتاری به گونه‌های زیر تقسیم می‌کنند:

### نثر مُرسَل
نثر مرسل یا نثر سبک خراسانی یا نثر دوره اول یا نثر بلعمی
نوشته‌ای است ساده و از پیرایه‌ها و آرایش‌های ادبی خالی است. در حقیقت، نثر مرسل ساده‌ترین وسیله برای بیان مقاصد نویسنده است. نخستین نوشته‌های بازمانده فارسی بعد از اسلام تا آخر قرن پنجم هجری، به‌جز نوشته‌های خواجه عبدالله انصاری، همه به نثر مرسل است. تاریخ بیهقی با آن که از نظر میزان اصطلاحات و لغات اندکی از نثرهایی چون تاریخ بلعمی دشوارتر است، نثر مرسل محسوب می‌شود. از اواخر قرن پنجم به بعد نثر مرسل به عنوان شیوه‌ای متداول مطرح نبود و به‌تدریج آثار نثر رو به دشواری نهاد و در آن‌ها دگرگونی‌هایی پدید آمد. با این وجود، در دوران معاصر دوباره نثر مرسل به صورت شیوه‌ای غالب مطرح شده و امروزه تقریباً تمامی آثار روزنامه‌ای، مقالات و کتب علمی و درسی به صورت نثر مرسل است.
نثر مرسل یا ساده نوشته‌ای است که از صنایع لفظی و معنوی و سجع عاری باشد. در این نوع از نثر، نویسنده مقاصد خود را در کمال سادگی و بی پیرایگی می نویسد و از استعمال کلمات و عبارات هماهنگ و واژه‌ها و اصطلاحات مهجور اجتناب می‌کند. نمونه‌های فراوانی از نثر مرسل و ساده را در آثار دوره اول نثر فارسی (قرن چهارم و نیمه اول قرن پنجم)، همچنین در اغلب نوشته‌های نویسندگان معاصر می‌توان یافت. نثری را گویند که سجع نداشته باشد و کلمات آن آزاد و خالی ازقیدوبندهای خاص باشند. نوشته‌های معمولی و از جمله کتبی چون سفرنامه ناصرخسرو و کیمیای سعادت و تاریخ بیهقی و اسرارالتوحید و تذکرةالاولیاء همه نثر مرسل‌اند.
از دید روانشناسی ادب، تأثیر و کوبندگی جمله‌های کوتاه و ساده بیشتر از بلند است، چه جمله‌های کوتاه از نوعی چابکی و پویایی برخوردارند که در جمله‌های بلند نمی‌توان یافت.

### نثر مُسَجَّع/آهنگین
نثر مسجع نوشته‌ای است که در آخر جملات آن کلمات هماهنگ یا همان سجع آمده باشد. جملات در نثر مسجع آهنگین می‌باشند و در بعضی از موارد ممکن است این متون با شعر/نظم اشتباه شوند. قدیمی‌ترین نثر مسجع موجود و شناخته شده مناجات‌نامه و کنز السالکین خواجه عبدالله انصاری در قرن پنجم می‌باشند و از جمله دیگر آثار شناخته شده در این سبک کتاب‌های مقامات حمیدی، گلستان سعدی (۶۵۶ ه‍. ق) و بهارستان جامی (قرن ۹) می‌باشند. نثر آهنگین در نمایشنامه‌نویسی و نمایشنامه های گوناگون فارسی نیز کاربردهای گوناگونی دارد.

### نثر مصنوع و متکلف
نثری که دشوار باشد، مانند مرزبان نامه باوندی و تاریخ جهانگشای جوینی و کلیله و دمنه نصرالله منشی.

### نثر محاوره‌ای
نثر محاوره‌ای نوشته‌ای است که زبان محاوره‌ای را که بین مردم رایج است منعکس می‌کند. این نثر در دوران معاصر به وجود آمد و کسانی چون علی اکبر دهخدا و جلال آل احمد، در بعضی از آثار خود از آن استفاده کرده‌اند، اما امروزه کاربرد آن بیشتر در متونی همچون طنز، جمله‌های نقل قول مستقیم، دیالوگ‌های نمایشنامه، فیلم‌نامه و داستان و نیز بیش از همه در وبلاگ نویسی، خاطرات و روزنوشت دیده می‌شود. نثر محاوره‌ای می‌تواند به‌صورت شکسته‌نویسی نمود یابد.

## نثر فارسی
محمدتقی بهار در مقدمه‌ی جلد دوم سبک‌شناسی نثر دریِ بعد از اسلام را به شش طبقه تقسیم می‌کند:
۱- دورهٔ سامانی (۳۰۰ تا ۴۵۰ هجری)
۲- دورهٔ غزنوی و سلجوقی اول (۴۵۰ تا ۵۵۰ هجری)
۳- دورهٔ سلجوقی دوم و خوارزمشاهیان. نثر فنی (۵۵۰ تا ۶۰۰ هجری)
۴- دورهٔ سبک عراقی و نثر صنعتی (۶۰۰ تا ۱۲۰۰ هجری)
۵- دورهٔ بازگشت ادبی (۱۲۰۰ تا ۱۳۰۰ هجری)
۶- دورهٔ ساده‌نویسی (۱۳۰۰ هجری تا امروز)

### ویژگی‌های هر دوره
در دورهٔ سامانی، نثر فارسی ساده و موجز و بی‌صنعت و مرسل بوده و لغات فارسی بر لغات عربی می‌چربیده است. نمونهٔ کامل چنین اثری تاریخنامه طبری بلعمی و حدود العالم است.
در دورهٔ غزنوی و سلجوقی اول نثر عربی در فارسی اثر کرد و جملات طولانی شد و لغات عربی رو به زیادی گذاشت. نمونهٔ این دوره تاریخ بیهقی و کلیله و دمنه است.
در دورهٔ سلجوقی دوم و خوارزمشاهیان موازنه و سجع و تکلفات و صنایع بدیعیه در نثر زیاد شد. نمونهٔ آن مقامات حمیدی و مرزبان‌نامه است.
در دورهٔ نثر صنعتی تکلفات بدیعی بیشتر شد و لغات عربی مشکل و اصطلاحات علمی نیز فزونی یافت و نثر را مشکل و فهم آن را دشوار کرد. نمونهٔ چنین نثری نفثةالمصدور و التوسل الی الترسل و لباب‌الالباب و جوامع الحکایات و ترجمه تاریخ یمینی (تألیف جرفادقانی) و تاریخ جهانگشای و تاریخ وصاف است.
در دورهٔ بازگشت ادبی تقلید از نثر زیبای گلستان سعدی و نثر خوارزمی و نثر بیهقی رواج یافت و نمونهٔ آن منشآت قائم مقام و نشاط اصفهانی و ناسخ‌التواریخ و مؤلفات هدایت و نامه دانشوران است.
در دورهٔ ساده‌نویسی نثر ساده و فصیح رواج یافت. نمونه‌های آن عبارتند از رساله‌های ملکم و ترجمهٔ سرگذشت حاجی بابای اصفهانی و کتاب احمد طالبوف و سایر تألیفات او و کتاب سیاحت‌نامه ابراهیم‌بیگ و افسانه‌های کنت و سه تفنگدار ترجمهٔ محمدطاهر میرزا.

### کتابشناسی
- ابومحبوب، احمد، کالبدشناسی نثر، تهران: نشر زیتون ۱۳۷۴.
- همایی، استاد جلال‌الدّین. فنون بلاغت و صناعات ادبی، جلد اوّل (صنایع لفظی بدیع و اقسام شعر فارسی)، چاپ سوّم، انتشارات توس، تهران، ۱۳۶۴